# الیزابت رایدر
الیزابت رایدر (انگلیسی: Elizabeth Rider؛ زادهٔ) بازیگر اهل بریتانیا است. وی از سال ۱۹۷۹ میلادی تاکنون مشغول فعالیت بوده‌است.
از فیلم‌ها یا مجموعه‌های تلویزیونی که وی در آن‌ها نقش داشته‌است، می‌توان به جولین فلوز بررسی می‌کند: مرموزترین قتل، پوآرو، تلفات، خیابان کورونیشن، شهر هالبی، کلاه سرخ، ایست‌اندرز، شیادها، هتل بابل، شاهد خاموش، خیابان، دکتر هو، مارپل آگاتا کریستی، ماجراهای سارا جین، خلأ موقت، معشوق لیدی چترلی، دکتر فاستر، آدمکشان میدسامر، ورا، خانم ویلسون، دکتر مارتین و سایه و استخوان اشاره نمود.